# Henrique Calisto
Henrique Calisto (né le 16 octobre 1953) est un entraîneur portugais.

## Nomination à la tête de l'équipe du Viet-Nam
Henrique Manuel da Silva Calisto fut nommé pour deux ans entraîneur du Viêt-Nam à la suite de la démission de l'Autrichien Alfred Riedl. 
Calisto, présent au Vietnam depuis 2001, entraînait jusqu'ici le club de Dong Tam, l'un des principaux clubs de la V-League, près de Hô-Chi-Minh-Ville, l'ex-Saïgon au sud du pays.
L'ancien entraîneur national Riedl avait dû démissionner en décembre après une défaite contre la Birmanie qui lui avait valu une pluie de critiques des supporters vietnamiens.
Henrique Calisto conduit l'équipe du Viêt-Nam à la victoire de la Suzuki CUP le 28 décembre 2008. Ce qui représente la première victoire du Viêt-Nam sur la scène internationale.
Il démissionne le 2 mars 2011.

## Carrière d'entraîneur
- jan. 1981-1981 :  Boavista FC
- 1983-1984 :  Boavista FC
- 1986-1988 :  Varzim SC
- 1990-1991 :  Leixoes SC
- jan. 1996-1996 :  Rio Ave FC
- 1997-1998 :  Académica de Coimbra
- jan. 1999-1999 :  FC Paços de Ferreira
- 2001 :  Gach Dong Tam Long An
- 2002 : Équipe du Viêt Nam de football
- jan. 2003-2008 :  Gach Dong Tam Long An
- juil. 2008-mars 2011 : Équipe du Viêt Nam de football
- mars 2011-déc. 2011 :  Muangthong United FC
- déc. 2011-2012 :  FC Paços de Ferreira